# Парсифал
Парсифал (Персивал, Пърсивал, Персифал) е един от рицарите на Кръглата маса в двора на крал Артур. Според някои от легендите той е рицарят, намерил Свещения Граал. Според други, след смъртта на Галахад той става пазител на Граала. Парсифал е бащата на Лоенгрин, рицаря-лебед.
Немският минезингер (поет-певец) Волфрам фон Ешенбах (ок. 1170-ок. 1220) е написал рицарската поема „Парсифал“.
На Парсифал и Лоенгрин са посветени също две опери на Рихард Вагнер. Гео Милев също посвещава стихотворение на него.
В книгата, преразказана от Аугусте Лехнер преди да намери Граала, Парсифал отраства в гора заедно с майка си. Бащата на младия рицар умира заради желанието си за пътувания и приключения. Майка му решава да го предпази от рицарския свят. Въпреки усилията на кралицата, Парсифал искал да стане рицар. С желанието скоро да се завърне, тя му ушива шутски костюм, за да му се присмиват. Но и това не спряло младежа. След време крал Артур го направил рицар и след това убил „Червеният рицар“ (един от кръглата маса) и взел коня и доспехите му. Той обиколил света, за да намери Свещения Граал и след около трийсет години най-накрая го намерил и станал негов повелител. Поемата оказва огромно въздействие на редица немски философи (Шоненхауер, Ницше), композитори (Парсифал на Вагнер) и влияе съществено върху изграждането на немските окултни общества (Общество Туле).